# ساخارکی
ساخارکی (به لهستانی:  Sacharki) یک روستا در لهستان است که در گمینا میخاوووو واقع شده‌است.